# 오산선돌
오산선돌은 전라남도 진도군 고군면 오산리에 있는 선돌이다. 2001년 10월 30일 진도군의 향토문화유산(유형유산) 제1호로 지정되었다.

## 개요
오산선돌은 진도군 고군면 오산리에 있는 선사시대의 거석기념물이다.
고군면소재지에서 지방도 801호선을 따라가다 보면 오상리에 이르게 된다. 입석은 마을에서 북쪽으로 400m 정도 떨어진 지점에 위치하고 있다. 일명 ‘선바위’라 불리고 있으며, 주변에 오상리 지석묘가 있다.
1968년 서울대학교 동아문화연구소에서 실시한 남해 도서지역 고고학 조사시 발견되어 처음으로 학계에 보고되었다. 그 후 목포대학교 박물관에서 1987년 재조사하였다.
오산 선돌은 넓은 면이 서남을 향하고 있으며, 인공의 흔적이 없는 자연석이다. 크기는 높이는 3.6m, 너비 1.2m이다. 마산방조제가 건설되기 이전에는 오산 선돌 앞까지 바닷물이 들어왔던 것으로 보인다.
현재 마을에서 이 선돌에 대해 특별한 행사를 하지는 않지만, 주민들은 막연히 ‘선바위’가 오산리 마을을 보호하고 있다고 믿고 있다.
오산 선돌은 지석묘와 함께 있는 묘 표석의 기능을 하고 있으며, 마을을 보호한다는 벽사적 기능을 지니고 있어 입석의 민간신앙적 의미를 밝힐 수 있는 자료이다.